# Ахметова, Бэла Габдулгалиевна
Бэла Габдулгалиевна Ахметова (1938—2009) — советский и казахстанский учёный-физик, профессор (1995).

## Биография
Родилась 12 ноября 1938 года в Алма-Ате.
В 1961 году окончила Казахский государственный университет.
В 1961—1966 годах училась в аспирантуре института ядерной физики МГУ. С 1967 года занимается педагогической деятельностью в КазГУ. В 1970 году защитила кандидатскую диссертацию на тему «Исследование некоторых вопросов протонографии».
Научные исследования связаны с изучением взаимодействия заряженных частиц (протонов, альфа-частиц) с кристаллами. Автор более 60 научных трудов. Лауреат Государственной премии СССР (1972) за участие в открытии и исследовании эффекта теней в ядерных реакциях на монокристаллах.

## Сочинения
- Эффект теней и протонография. — А., 1995.